# Provodov

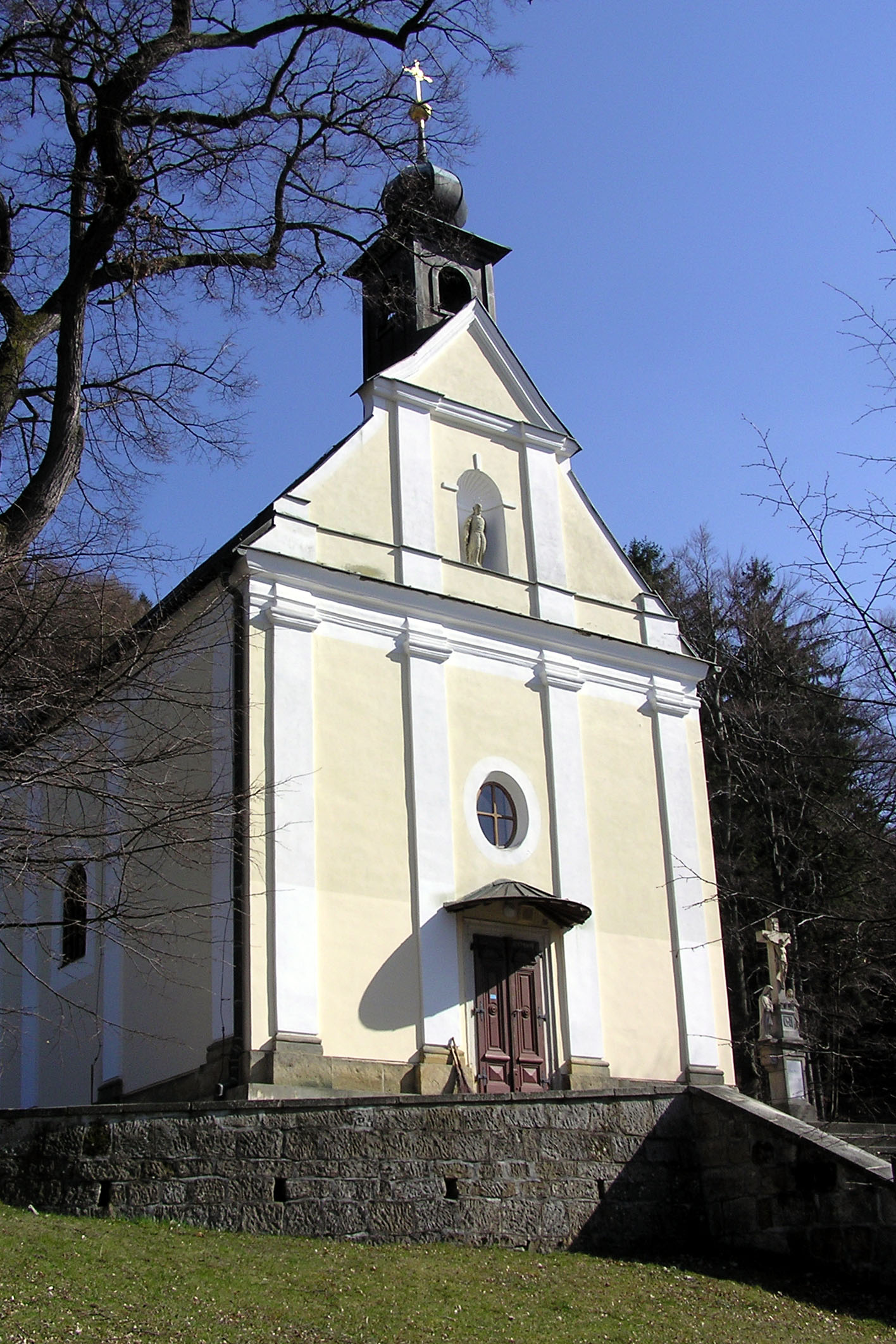
Wallfahrtskirche Maria Schnee in Malenisko

Provodov (deutsch Prowodow) ist eine Gemeinde in Tschechien. Sie liegt neun Kilometer südöstlich von Zlín und gehört zum Okres Zlín.

## Geographie
Provodov befindet sich am Rande des Naturparks Želechovické paseky im Wisowitzer Bergland. Das Dorf liegt am Oberlauf des Baches Ludkovický potok, der in Na Lhotách entspringt. Nördlich erhebt sich der Klencov (536 m), im Nordosten der Drdol (540 m), die Lipské boky (451 m) und der Slavický kopec (621 m), östlich die Hvězda (655 m), der Komonec (672 m) und die Bába (635 m), im Südosten die Brda (600 m), südlich der Čertův kámen (542 m) sowie im Westen der Kamenec (496 m).
Nachbarorte sind Závrší, Klencov, Na Salašoch, Vidovy und Želechovice nad Dřevnicí im Norden, Na Lhotách, Paseky, Zelené Údolí und Doubravky im Nordosten, Vrch, Amerika und Horní Lhota im Osten, Paseky, Pod Komoncem und Podhradí im Südosten, Malenisko, Pozlovice, Řetechov und Pradlisko im Süden, Hřivínův Újezd, Kopanice, Mlýny und Březůvky im Südwesten, Pod Koňským und Humence im Westen sowie Horní Paseky und Březnice im Nordwesten.

## Geschichte
Im 14. Jahrhundert entstanden im Wisowitzer Bergland eine Reihe von Wachtburgen zum Schutz des Gebietes gegen Einfälle der Ungarn, Türken und Tataren. Im Westen lag die Burg Rýsov, dann folgte Světlov (Starý Světlov) und östlich folgte in gleicher Distanz die Burg Engelsberg. Die erste schriftlich Nachricht des zur Burg Světlov gehörigen Dorfes Prowodow erfolgte im Jahre 1412. Eliška Světlovská von Sternberg setzte 1418 Jaroslav von Sternberg als Mitbesitzer ein. Nach dessen Tod in der Schlacht am Vyšehrad verkaufte Eliška 1420 die Burg an den römisch-deutschen König Sigismund. Nach dessen Tod wurde seine Witwe Barbara von Cilli Besitzerin der Herrschaft. Aus dem Besitz der Krone gelangte die Herrschaft an Heinrich von Leipa und schließlich an den ungarischen Raubritter Pankraz von Svätý Mikuláš. Nachdem dieser zu einer Landplage geworden war, kauften die mährischen Stände die Burgen Engelsberg und Světlov auf und veräußerten sie an Burian von Vlčnov. In den Machtkämpfen zwischen Georg von Podiebrad und Matthias Corvinus wurden die Burgen Světlov und Engelsberg zerstört und blieben wüst. Als neuen Sitz der Herrschaft ließ Ctibor von Landstein 1480 bei Bojkovice die Burg Nový Světlov errichten.
Im August 1748 schlossen die Besitzer der Herrschaften Světlov, Luhačovice, Zlín, Vizovice und des Lehngutes Vasilsko im Forsthaus Vidovy einen Vergleich über den Grenzverlauf im Wisowitzer Bergland. Wegen der daraus erwachsenen Nachteile rebellierten 1766 insbesondere die Pasekaren auf dem Luhačovicer und Vizovicer Territorium und rissen die neuen Grenzsteine wieder aus. Mit Unterstützung der Armee wurden am 15. Dezember 1767 gewaltsam die neuen Grenzen wieder beraint. Der Aufruhr wurde in Želechovice vom Militär niedergeschossen, dabei gab es vier Tote und zahlreiche Verletzte. Letztlich wurde der Grenzrezess im Mai 1772 auch gerichtlich bestätigt und den Dörfern die beanspruchten Rechte auf die Wälder aberkannt. 1750 wurde die Wallfahrtskirche in der Einschicht Malenisko geweiht. Bis zur Mitte des 19. Jahrhunderts blieb Provodov zur Herrschaft Světlov untertänig.
Nach der Aufhebung der Patrimonialherrschaften bildete Provodov / Prowodow ab 1850 eine Gemeinde in der Bezirkshauptmannschaft Uherský Brod. Ab 1855 gehörte die Gemeinde zum Bezirk Vizovice und ab 1868 zum Bezirk Holešov. Im 19. Jahrhundert setzte eine Abwanderung in fruchtbarere Gegenden des Landes ein. Ein Teil der Bewohner verdiente sich den Lebensunterhalt als Saisonarbeiter in Österreich, Ungarn oder Siebenbürgen. Neben den Feldern bestanden in Provodov zahlreiche Obstgärten und in der Gemeinde wurden eine Darre sowie eine Brennerei betrieben. 1935 wurde Provodov dem neuen Bezirk Zlín zugeordnet. Ab 1950 gehörte die Gemeinde zum Okres Gottwaldov-okolí und ab 1960 wieder zum Okres Gottwaldov, der nach der politischen Wende seit 1990 wieder den Namen Okres Zlín trägt. Das Dorf hat seinen landwirtschaftlichen Charakter mit der walachischen Weidewirtschaft bis heute gewahrt. Kulturell und ethnographisch gehört das Dorf zur Mährischen Walachei und liegt an der Grenze zur Mährischen Slowakei, die über den Komonec verläuft.

## Ortsgliederung
Für die Gemeinde Provodov sind keine Ortsteile ausgewiesen. Zu Provodov gehören u. a. die Ansiedlungen Doubravky, Klencov, Malenisko, Na Lhotách, Na Salašoch, Paseky und Závrší.

## Sehenswürdigkeiten
- Wallfahrtskirche Maria Schnee, Kreuzweg und Kapelle in Malenisko, erbaut 1750
- Kapelle in Provodov
- Pfarrhaus, errichtet 1761
- Friedhof, auf ihm befindet sich das Grab des Schriftstellers und Pfarrers František Müller (1910–1985)
- Statue des hl. Johannes von Nepomuk und Marterl am Pfarrhaus
- Reste der Burg Engelsberg, in den Bergen östlich des Ortes
- Reste der Burg Starý Světlov, südöstlich des Dorfes an der Bába
- Reste der Burg Rýsov, südlich des Ortes am Čertův kámen
- Naturdenkmal Čertův kámen, Felsgebilde am gleichnamigen Berg
- Naturdenkmal Zelené údolí, nordöstlich des Dorfes im Tal des Obůrek